# Yamaha T135

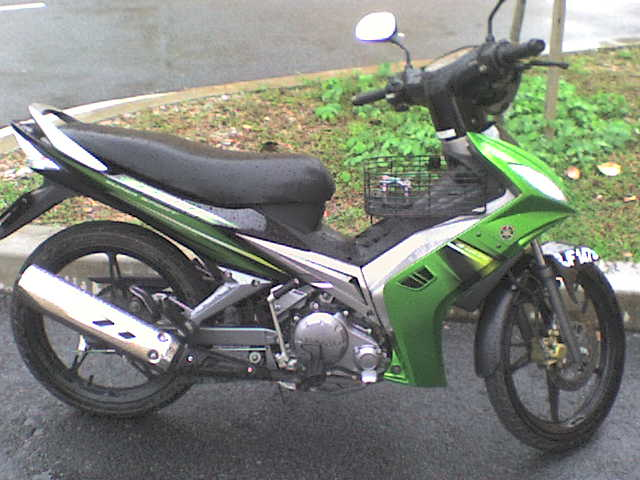
Yamaha T135 (2006)

Das Yamaha T135 ist ein Motorrad mit tiefem Durchstieg („Underbone“), das seit 2005 von der Yamaha Motor Company hergestellt wird. Er ist bekannt als Spark 135/135i in Thailand, Sniper/MX 135 auf den Philippinen, Jupiter MX 135 LC in Indonesien, 135LC in Malaysia, Exciter 135 in Vietnam und Crypton X 135 in Griechenland. Es wird von einem Einzylindermotor mit 134,4 cm³ (8,20 cu in) Hubraum angetrieben.
Das Motorrad wird in allen Ländern außer Malaysia, wo beide Modelle verkauft werden, von der 150-cm³-Maschine T-150 abgelöst.

## Modellgeschichte

### 2005
Die T135 wurde 2005 erstmals auf dem thailändischen und indonesischen Markt eingeführt, im Februar 2006 dann auch auf dem malaysischen Markt. Das Modell war in Südostasien, insbesondere in Thailand, sehr erfolgreich. Um für den T135 zu werben, organisierte Yamaha von November 2005 bis Mai 2006 eine 9.000 km lange Tournee durch die ASEAN-Länder, die durch Thailand, Malaysia, Singapur und die Philippinen führte.

### Malaysia
Zwei Modelle der T135 wurden in Malaysia verkauft, SuperSport (Auto Clutch N-1-2-3-4) und Extreme Spirit (Manual Clutch 1-N-2-3-4). Die Extreme Spirit hatte einige Änderungen gegenüber der Supersport, nämlich klappbare Fußrasten, blau getönte Blinkergläser und Rückleuchten, eine Scheibenbremse mit Zweikolbensattel und 267-mm-Bremsscheibe und einen Gabelstabilisator. Auch die Abmessungen der Gabel waren bei beiden Modellen unterschiedlich.
- Die Modelle 2006–2010 wurden als V1 bezeichnet. Bei diesem Modell wurde der Mikuni VM22-Vergaser verwendet und die Höchstdrehzahl lag bei 9500/min.
- Die Modelle 2011–2013 wurden als V2 bezeichnet.
- 2014–2015 wurden die Modelle als V3 bezeichnet.
- 2016–2017 wurden die Modelle als V4 bezeichnet.
- 2017–2018 wurden die Modelle als V5 bezeichnet
- 2018–2019 Modelle wurden als V6 bezeichnet
- 2020–2022 wurden die Modelle als V7 bezeichnet.
- Für 2023 (als V8 bezeichnet) bekam das Modell eine Kraftstoffeinspritzung statt des Vergasers.

### 2008
Im Jahr 2008 wurde die Version der T135 mit Kraftstoffeinspritzung für den thailändischen Markt eingeführt (unter dem Namen Spark 135i). Damit war sie nach der Honda Wave 125i das zweite Motorrad mit Kraftstoffeinspritzung. Die T135 wird hauptsächlich in drei Yamaha-Werken hergestellt. Diese sind Indonesien, Thailand und seit neuestem auch die Philippinen.

### 2011
Im Jahr 2011 bekam die T135 eine neue Verkleidung. Das Getriebe der malaysischen und indonesischen Variante mit manuell betätigter Kupplung wurde auf fünf statt vier Gänge umgestellt. Hong Leong Yamaha Malaysia produzierte für die überarbeitete Version eine Abschaltung der CDI, die die Leistung des Motorrads begrenzt.

### 2016
2016 wurde die Variante mit handbetätigter Kupplungs der T135 eingestellt, da die T-150 auf den Markt kam. Die Variante mit automatischer Kupplung wird weiterhin verkauft.

### 2019
Im September 2019 wurde der YAMAHA 135LC SE eingeführt, der eigentliche Nachfolger der Spark 135-Serie. Obwohl in vielen Ländern die Exciter/ Jupiter 150-155cc als Nachfolger gesehen wird, ist dies virtuell ein anderes Modell. Der Motor und alle Hauptkomponenten sind die gleichen wie bei den Vorgängermodellen. Eine besser gesicherte Verriegelung sowie eine neue Verkleidung und ein neues Armaturenbrett sind die wichtigsten Änderungen.

### 2022
Das Modell 2023 erhielt ein Redesign, das vom größeren T-150 beeinflusst wurde, und einige andere wichtige Verbesserungen wie eine neue digitale Tachometerschnittstelle, einen größeren Korb mit USB-Anschluss, einen größeren Kraftstofftank (4,6 l) und eine Scheiben- statt Trommelbremse am Hinterrad.